# 索林·马卡韦伊
索林·马卡韦伊（羅馬尼亞語：Sorin Macavei，1956年5月24日—），罗马尼亚男子排球运动员。他曾代表罗马尼亚国家队参加1980年夏季奥林匹克运动会排球比赛，获得一枚铜牌。